# 바이츠만 과학 연구소

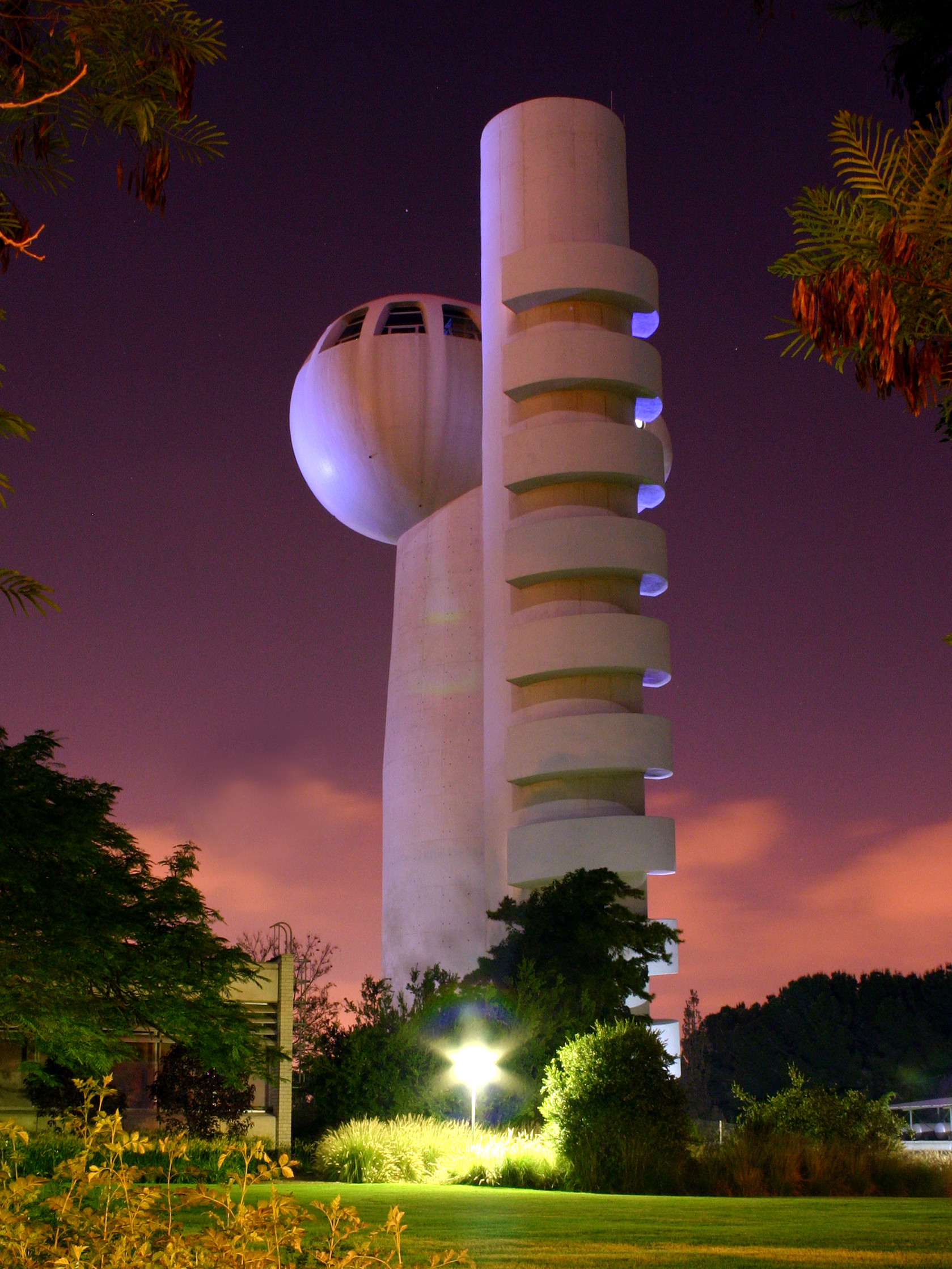
바이츠만 과학 연구소에 있는 가속기

바이츠만 과학 연구소(히브리어: מכון ויצמן למדע, Machon Weizmann LeMada, 영어: Weizmann Institute of Science)는 이스라엘 레호보트에 있는 과학 연구소 겸 대학이다.

## 다니엘 시에프 연구소
바이츠만 과학 연구소는 1934년에 하임 바이츠만Chaim Weizmann)과 그와 첫 번째 팀을 이룬 벤자민 엠 블로흐(Benjamin M. Bloch)에 의해 그리고 바론 시에프(Baron Sieff)가 요절한 아들 다니엘 시프(Daniel Sieff)를 기리기 위해 기부하고 출연한 자금으로  다니엘 시프 연구소(Daniel Sieff Research Institute)로 설립했다. 바이츠만은 노벨상 수상자 프리츠 하버에게 이사직을 제안했지만 팔레스타인으로 가는 도중 하버가 사망한 후 직접 이사직을 물려받았다. 1949년 2월 이스라엘 국가의 대통령이 되기 전까지도 바이츠만(Weizmann)은 연구소에서 유기 화학 연구를 계속했다. 연구소는 1949년 11월 2일 바론 시에프(Israel Moses Sieff 또는 Baron Sieff ,4 May 1889 – 14 February 1972)의 가족과의 합의에 따라 다니엘 시에프(Daniel Sieff)의 이름대신 바이츠만(Weizmann)의 이름을 따서 바이츠만 과학 연구소(Weizmann Institute of Science)로 이름이 변경되었다.

## 와이작
세계 최초의 전자 컴퓨터 중 하나인 와이작(WEIZAC)은 1954년에서 1955년 사이에 연구소에서 현지에서 제작했으며 2006년에는 IEEE에서 전기 및 전자 공학 역사상 이정표적인 성과로 인정했다.

## Yeda R&D
1959년에 연구소는 연구소에서 만든 발명품을 상업화하기 위해 전액 출자 자회사인 Yeda R&D(Yeda Research and Development Company)를 설립했다. 예다(Yeda R&D)는 다른 어떤 연구소보다 많은 해양 유전자 특허를 보유하고 있다고 알려져있다. 2013년까지 이 연구소는 코팍손(Copaxone), 레비프(Rebif) 및 얼비툭스(Erbitux)를 포함한 시판 의약품에 대해 연간 5천만 달러에서 1억 달러의 로열티를 받았다.

## 같이 보기
- 앨프리드 P. 슬론 재단